# Gustav Ehlermann
Gustav Otto Heinrich Werner Ehlermann (* 3. Februar 1885 in Berlin; † 4. Februar 1936 in Varel/Oldenburg) war ein deutscher Politiker (DDP, DStP).

## Leben und Wirken
Gustav Ehlermann wurde 1885 als Sohn des Berliner Kaufmanns Christian Ehlermann und seiner Gattin Marie (geb. Carstens, 1862–1938) geboren. Nach dem Tod des Vaters 1893 zog Ehlermann mit der Mutter nach Oldenburg, wo er das Gymnasium besuchte und 1903 das Abitur ablegte. Anschließend gehörte er als Fahnenjunker dem Hannoverschen Pionierbataillon 10 in Minden an. Von 1905 bis 1908 studierte Ehlermann Rechts- und Staatswissenschaften an den Universitäten Freiburg, Genf, Kiel, München und Berlin. Die erste juristische Staatsprüfung legte er 1908 ab (Referendar), die zweite folgte 1912 (Assessor). Nach einer kurzen Zeit als Magistratsassessor in Rüstringen wurde er im November 1912 Rechtsanwalt – ab 1922 Notar – in Oldenburg.
Von 1914 bis 1918 nahm Ehlermann als Hauptmann, Bataillonskommandeur und Stabsoffizier der 14. Division am Ersten Weltkrieg teil. Mit dem revolutionären Umbruch 1918 begann Ehlermann seine politische Laufbahn und trat in die Deutsche Demokratische Partei (DDP) ein. Bereits 1919 wurde er Mitglied des Oldenburgischen Landtages, schied aber bereits 1920 wieder aus.
Bei der Reichstagswahl vom Mai 1928 wurde Ehlermann schließlich in den Reichstag gewählt, dem er bis zum September 1930 als Vertreter des Wahlkreises 14 (Weser-Ems) angehörte. Im Reichstag war er unter anderem Mitglied des Strafrechtsausschusses und freundete sich mit dem demokratischen Parteiführer und Justizminister Erich Koch-Weser an. Bei den Wahlen im September 1930 kam Ehlermann nicht wieder in den Reichstag, gleichzeitig endete auch seine zweijährige Mitgliedschaft im Parteiausschuss der DDP. Als sich 1930 die DDP mit anderen Gruppierungen zur Deutschen Staatspartei zusammenschloss, ging Ehlermann diesen Weg mit. Für die Staatspartei gehörte er von 1931 bis 1933 noch einmal dem Oldenburgischen Landtag an. Bei den Landtagswahlen 1932 war er ihr Spitzenkandidat. Ferner war er seit 1927 Stadtverordneter in Oldenburg.
Ehlermann plädierte für die Erhaltung der Beamtenregierung, von der er sich die Vertretung des Gemeinwohles sowie die Stabilisierung der Demokratie versprach. Bei den Reichstagswahlen im März 1933, als der Wahlkampf der Staatspartei durch die Nationalsozialisten massiv behindert wurde, kandidierte Ehlermann erneut, aber ohne Erfolg. Die Staatspartei war längst in Bedeutungslosigkeit versunken. Aufgrund seiner Erfahrungen im Oldenburger Wahlkampf sprach er sich im Sommer 1933 für die Auflösung der Staatspartei aus, da er keine Wirkungsmöglichkeiten mehr sah.
Ehlermann starb 1936 bei einem Autounfall bei Varel.